# Gasherbrum II
Gasherbrum II (även Gasherbrum 2 eller K4) är ett 8 032 meter högt berg i Xinjiang i Kina och Gilgit-Baltistan i Pakistan (Karakoram). Berget bestegs för första gången den 8 juli 1956 av österrikarna Fritz Moravec, Josef Larch och Hans Willenbart. Gasherbrum II är det 13:e högsta berget i världen.
Den första svenska bestigningen av Gasherbrum II gjordes 1985 av Tommy Sandberg, P-O Bergström och Peter Weng.
2005 besteg Fredrik Ericsson och åkte skidor ner tillsammans med norrmannen Jörgen Aamot, detta var Fredriks andra 8 000-meterstopp